# 南生駒站
南生駒站（日语：／ Minami-Ikoma eki */?）是位於奈良縣生駒市小瀨町692町2號，近畿日本鐵道的生駒線車站。車站編號為G20。

## 歷史
- 1926年（昭和元年）12月28日 - 信貴生駒電鐵（日语：信貴生駒電鉄）元山上口至臨時新生駒之間開通，此站啟用[1]。
- 1964年（昭和39年）10月1日：近畿日本鐵道與信貴生駒電鐵合併。成為近鐵生駒線車站[1]。
- 1977年（昭和52年）7月31日：菜畑至南生駒之間成為雙線鐵路[2]。
- 2007年（平成19年）4月1日 - 車站可以使用PiTaPa[3]。

## 車站構造
此站是地面車站，設有2面2線的相對式月台。往王寺一方為單線，往生駒一方為雙線。月台可容納4卡車廂。隨著進行雙線鐵路化工程，於王寺一方預留了路軌用地。曾經靠近生駒一方的東邊設有車廠，現時已經撤走，只遺留了引上線。
閘口與車站大堂位於地底，月台位於地面。此站只有1處閘口。車站出入口於兩月台側邊。1號月台上設有廁所。
此站是由生駒站管理的有人車站。此站設有可支援PiTaPa、ICOCA的自動閘機和自動補票機（支援回數票卡和IC卡增值服務）。

### 月台
| 月台 | 路線   | 上下行 | 方向                                           |
| ---- | ------ | ------ | ---------------------------------------------- |
| 1    | 生駒線 | 下行   | 王寺方向                                       |
| 2    | 生駒線 | 上行   | 生駒、大阪難波、奈良、京都、尼崎、神戸三宮方向 |

## 在此站上下車人次
以下列出近年來1日中上下車人次：
- 2018年11月13日：5,256人
- 2015年11月10日：5,272人
- 2012年11月13日：5,071人
- 2010年11月9日：5,286人
- 2008年11月18日：5,264人
- 2005年11月8日：5,341人

## 車站周邊
- 國道308號（日语：国道308号）
- 暗峠（日语：暗峠）
- 竹林寺（日语：竹林寺 (生駒市)）
- 南生駒郵局
- 生駒市立生駒南中學（日语：生駒市立生駒南中学校）
- 生駒市立生駒南小學
- 南社區中心淺瀨
  - 生駒市圖書館南分館
- 生駒市消防署（日语：生駒市消防本部）南分署
- 業務超市（日语：神戸物産）南生駒店
- Daiki（日语：ダイキ）南生駒店

## 巴士路線
- 生駒市社區巴士「竹丸號（日语：たけまる号）」（南生駒站巴士站）　※ 截至2015年11月26日[5]
  - 西畑線：前往暗峠、前往南社區中心淺瀨
  - 有里線：前往向山公園、竹林寺方向，前往南社區中心淺瀨

## 相鄰車站
近畿日本鐵道
 生駒線
一分（G19）－南生駒（G20）－萩之台（G21）

## 注腳
1. 1 2  曾根悟（監修）. . 週刊朝日百科. 2号 近畿日本鉄道 1. 朝日新聞出版. 2010-08-22: 18. ISBN 978-4-02-340132-7 （日语）.
2. ↑  近畿日本鉄道株式会社. . 近畿日本鉄道. 2010-12: 870–876. NDL 21906373 （日语）.
3. ↑   (pdf) (新闻稿). 近畿日本鐵道. 2007-01-30  [2016-03-13]. （原始内容存档 (PDF)于2016-08-07） （日语）.
4. ↑  駅別乗降人員 生駒線 （页面存档备份，存于）（日語） - 近畿日本鐵道
5. ↑  . 生駒市. 2015-11-26  [2016-02-29]. （原始内容存档于2020-09-20） （日语）.

## 外部連結
- 南生駒 - 近畿日本鐵道（日語）